# Glendyn Ivin
Glendyn Ivin ist ein australischer Filmregisseur, Drehbuchautor und Produzent.

## Biografie
Seit 2000 arbeitet Glendyn Ivin für Exit Films, eine Produktionsfirma für Werbespots mit Sitz in Melbourne, wo er auch lebt. Für Exit Films drehte er als Regisseur verschiedene Werbespots. Im Jahr 2003 arbeitete Ivin mit dem Kurzfilm Cracker Bag erstmals an einem eigenständigen Film, für den er das Drehbuch schrieb und als Regisseur und ausführender Produzent fungierte. Nach seiner Veröffentlichung war Cracker Bag überraschend erfolgreich und erhielt sieben Nominierungen für verschiedene Filmpreise, von denen er vier gewinnen konnte – darunter auch die Goldene Palme als „Bester Kurzfilm“ auf den internationalen Filmfestspielen von Cannes, die Jane Campion zuletzt 1986 mit ihrem Kurzfilm An Exercise in Discipline – Peel gewonnen hatte. Mit dem Erfolg von Cracker Bag führte Ivin eine Reihe erfolgreicher australischer Kurzfilmproduktionen fort, und auch in den Jahren nach Cracker Bag gelang es australischen Produktionen in vier Jahren hintereinander für den Oscar nominiert zu werden – Adam Elliot gewann die Auszeichnung 2004 für seinen Animationsfilm Harvie Krumpet. Drei Jahre nach seinem Erfolg mit Cracker Bag erschien ein weiterer Kurzfilm des Regisseurs, der den Titel The Desert trug. Auch für sein zweites Werk erhielt Ivin eine Nominierung für den AFI Award. Noch im selben Jahr führte er Regie für eine Episode der australischen Mystery-Fernsehserie Two Twisted.
2009 gab Glendyn Ivin sein Debüt als Spielfilmregisseur, als mit Last Ride – Manche Fesseln können gelöst werden eine Verfilmung des preisgekrönten Romans The Last Ride von Denise Young produziert wurde. Hierfür arbeitete er mit dem mehrfach ausgezeichneten Kameramann Greig Fraser sowie Drehbuchautor Mac Gudgeon zusammen. Das Filmdrama behandelt die Flucht eines zu Gewaltausbrüchen neigenden Vaters, gespielt von Hugo Weaving, der seinen Freund getötet hat, und seinem Sohn, gespielt von Tom Russell, quer durch Australien. Es kam nur in Australien in die Kinos und wurde für mehrere australische Filmpreise nominiert. Während des Abu Dhabi International Film Festivals erhielt Ivin zudem den Black-Pearl-Award in der Kategorie „Best New Narrative Director“ von dem bekannten iranischen Regisseur Abbas Kiarostami überreicht, was ihn besonders ehrte. Nach Last Ride wurde er erneut für eine australische Fernsehserie mit dem Titel Offspring engagiert, bei der er für zwei Episoden Regie führte. Er war als Regisseur für den 2012 erschienenen Fernsehfilm Beaconsfield tätig, der ihm eine Nominierung für den AACTA Award als bester Fernsehregisseur einbrachte, und arbeitet an einer zunächst achtteiligen Serie namens Puberty Blues!, die von dem australischen Sender Network Ten in Auftrag gegeben wurde und auf dem gleichnamigen Roman aus dem Jahre 1979 basiert.

## Auszeichnungen
- 2003: Goldene Palme in der Kategorie „Bester Kurzfilm“ auf den Internationalen Filmfestspielen von Cannes für Cracker Bag[11][8]
- 2003: AFI Award des Australian Film Institutes in den Kategorien „Best Screenplay in a Short Fiction Film“ und „Best Short Fiction Film“ für Cracker Bag[8]
- 2004: Deutsches Kinderhilfswerk – Special Mention in der Kategorie „Bester Kurzfilm“ auf den Internationalen Filmfestspielen Berlin für Cracker Bag[8]
- 2009: Black Pearl Award in der Kategorie „Best New Narrative Director“ für Last Ride[7]

## Filmografie (Auswahl)
| Titel | Jahr                                            | Funktion                            | Anmerkungen                                      |
| ----- | ----------------------------------------------- | ----------------------------------- | ------------------------------------------------ |
| 2003  | Cracker Bag                                     | Regisseur, Drehbuchautor, Produzent | Kurzfilm                                         |
| 2006  | The Desert                                      | Regisseur, Drehbuchautor, Editor    | Kurzfilm                                         |
| 2006  | Two Twisted                                     | Regisseur                           | Fernsehserie, Episode „Von Stauffenberg's Stamp“ |
| 2009  | Last Ride – Manche Fesseln können gelöst werden | Regisseur                           |                                                  |
| 2010  | Offspring                                       | Regisseur                           | Fernsehserie, zwei Episoden                      |
| 2012  | Beaconsfield                                    | Regisseur                           | Fernsehfilm                                      |
| 2012  | Puberty Blues                                   | Regisseur                           | Fernsehserie, vier Episoden                      |
| 2020  | Beflügelt – Ein Vogel namens Penguin Bloom      | Regisseur                           | Spielfilm                                        |